# Seznam oper Josefa Myslivečka
Toto je úplný seznam oper českého skladatele Josefa Myslivečka (1737–1781). Všechny Myslivečkovy opery jsou typu opera seria (dramma per musica) a dělí se na tři dějství, vyjma první z nich Zmatek na Parnasu.

## Seznam
| Název                                                  | Autor libreta                                      | Datum premiéry                    | Místo, divadlo                  |
| ------------------------------------------------------ | -------------------------------------------------- | --------------------------------- | ------------------------------- |
| Zmatek na Parnasu (Il Parnasso confuso)                | Pietro Metastasio                                  | léto 1765                         | Parma                           |
| Semiramis znovu poznaná (Semiramide riconosciuta)      | Pietro Metastasio                                  | letní trh, červenec 1766          | Bergamo, Teatro di Citadella    |
| Bellerofontés (Il Bellerofonte)                        | Giuseppe Bonecchi                                  | 20. ledna 1767                    | Neapol, Teatro di San Carlo     |
| Farnakés (Il Farnace)                                  | Antonio Maria Lucchini                             | 4. listopadu 1767                 | Neapol, Teatro San Carlo        |
| Triumf Klélie (Il trionfo di Clelia)                   | Pietro Metastasio                                  | 26. prosince 1767                 | Turín, Teatro Regio             |
| Démofoón (Demofoonte) (1. verze)                       | Pietro Metastasio                                  | 17. ledna 1769                    | Benátky, Teatro San Benedetto   |
| Hyperméstra (L'Ipermestra)                             | Pietro Metastasio                                  | 27. března 1769                   | Florencie, Teatro della Pergola |
| Nittetis (La Nitteti)                                  | Pietro Metastasio                                  | 29. dubna 1770                    | Bologna, Teatro Nuovo Pubblico  |
| Montezuma (Motezuma)                                   | Vittorio Amedeo Cigna-Santi                        | 23. ledna 1771                    | Florencie, Teatro della Pergola |
| Tamerlán (Il gran Tamerlano)                           | Agostino Piovene                                   | 26. prosince 1771                 | Milán, Teatro Regio Ducal       |
| Démétrios (Demetrio) (1. verze)                        | Pietro Metastasio                                  | 24. května 1773                   | Pavia, Teatro Nuovo             |
| Romulus a Ersilie (Romolo ed Ersilia)                  | Pietro Metastasio                                  | 13. srpna 1773                    | Neapol, Teatro San Carlo        |
| Antigona                                               | Gaetano Roccaforte                                 | 26. prosince 1773                 | Turín, Teatro Regio             |
| Shovívavost Titova (La clemenza di Tito)               | Pietro Metastasio                                  | karneval 1774, před 5. února 1774 | Benátky, Teatro San Benedetto   |
| Atys (Atide)                                           | Tomaso Stanzani, podle Philippa Quinaulta          | patrně 13. června 1774            | Padova, Teatro Nuovo            |
| Artaxerxés (Artaserse)                                 | Pietro Metastasio                                  | 13. srpna 1774                    | Neapol, Teatro San Carlo        |
| Démofoón (Demofoonte) (2. verze)                       | Pietro Metastasio                                  | 20. ledna 1775                    | Neapol, Teatro San Carlo        |
| Aetius (Ezio) (1. verze)                               | Pietro Metastasio                                  | 30. května 1775                   | Neapol, Teatro San Carlo        |
| Hadrián v Sýrii (Adriano in Siria)                     | Pietro Metastasio                                  | 8. září 1776                      | Florencie, Teatro del Cocomero  |
| Aetius (Ezio) (2. verze)                               | Pietro Metastasio                                  | 1777                              | Mnichov, Hoftheater             |
| Kallirhoé (La Calliroe)                                | Matteo Verazi                                      | 30. května 1778                   | Neapol, Teatro San Carlo        |
| Olympiáda (L'Olimpiade)                                | Pietro Metastasio                                  | 4. listopadu 1778                 | Neapol, Teatro San Carlo        |
| Kirké (La Circe)                                       | Domenico Perelli                                   | 12. května 1779                   | Benátky, Teatro San Benedetto   |
| Démétrios (Demetrio) (2. verze)                        | Pietro Mestastasio                                 | 13. srpna 1779                    | Neapol, Teatro San Carlo        |
| Armida                                                 | Gianambrogio Migliavacca, podle Philippa Quinaulta | 26. prosince 1779                 | Milán, Teatro alla Scala        |
| Medón, král epirský (Il Medonte, Medonte, re di Epiro) | Giovanni de Gamerra                                | 26. ledna 1780                    | Řím, Teatro Argentina           |
| Antigonos (Antigono)                                   | Pietro Metastasio                                  | 5. dubna 1780                     | Řím, Teatro delle Dame          |

Pozn.: Není důvod se domnívat, že byla kdy uvedena některá z těchto oper zmiňovaných ve starší muzikologické literatuře: Medea (Parma, 1764); Erifile (Mnichov, 1773); Achille in Sciro (Neapol, 1775) a Merope (Neapol, 1775). Není rovněž důvod předpokládat Myslivečkovu hudební účast na Armidě uvedené v Lucce roku 1778.